# Carl Ruprecht (Politiker)
Carl Ruprecht (* um 1800; † zwischen 1850 und 1910) war ein deutscher Gutsbesitzer, Verwaltungsbeamter und Parlamentarier.

## Leben
Carl Ruprecht studierte Rechtswissenschaften an der Schlesischen Friedrich-Wilhelms-Universität Breslau. 1818 wurde er Mitglied des Corps Teutonia Breslau. 1819 schloss er sich dem Corps Borussia Breslau an. Nach dem Studium wurde er Gutsbesitzer in Striegau. Von 1835 bis 1849 war er Landrat im Kreis Striegau.
Ruprecht wurde 1849 zur 2. Legislaturperiode als Abgeordneter des Wahlkreises Breslau in das Preußische Abgeordnetenhaus gewählt. Er gehörte der Fraktion des Centrums an. Im Februar 1850, zum Ende der 1. Session, legte er sein Mandat nieder.

## Ehrungen
- Roter Adlerorden 4. Klasse (1841)[3]
- Russ. Sankt-Stanislaus-Orden 3. Klasse